# WTA de Abu Dhabi
O WTA de Abu Dhabi – ou Mubadala Abu Dhabi Open, atualmente – é um torneio de tênis profissional feminino, de nível WTA 500.
Realizado em Abu Dhabi, capital dos Emirados Árabes Unidos, estreou em 2021, com licença de um ano, para preencher o início de temporada em um circuito que ainda enfrentava restrições da pandemia de COVID-19. Retornou em 2023, no lugar de São Petersburgo, cujo país, a Rússia, está proibida de sediar eventos esportivos desde março de 2022, na represália do Ocidente pela invasão da Ucrânia. Os jogos são disputados em quadras duras durante o mês de fevereiro.

## Finais

### Simples
| Ano                           | Campeã          | Vice-campeã          | Resultado      |
| ----------------------------- | --------------- | -------------------- | -------------- |
| 2025                          | Belinda Bencic  | Ashlyn Krueger       | 4–6, 6–1, 6–1  |
| 2024                          | Elena Rybakina  | Daria Kasatkina      | 6–1, 6–4       |
| 2023                          | Belinda Bencic  | Liudmila Samsonova   | 1–6, 7–68, 6–4 |
| Torneio não realizado em 2022 |                 |                      |                |
| 2021                          | Aryna Sabalenka | Veronika Kudermetova | 6–2, 6–2       |

### Duplas
| Ano                           | Campeãs                           | Vice-campeãs                    | Resultado        |
| ----------------------------- | --------------------------------- | ------------------------------- | ---------------- |
| 2025                          | Jeļena Ostapenko Ellen Perez      | Kristina Mladenovic Zhang Shuai | 6–2, 6–1         |
| 2024                          | Sofia Kenin Bethanie Mattek-Sands | Linda Nosková Heather Watson    | 6–4, 7–64        |
| 2023                          | Luisa Stefani Zhang Shuai         | Shuko Aoyama Chan Hao-ching     | 3–6, 6–2, [10–8] |
| Torneio não realizado em 2022 |                                   |                                 |                  |
| 2021                          | Shuko Aoyama Ena Shibahara        | Hayley Carter Luisa Stefani     | 7–65, 6–4        |